# Inga Borg
Inga Maria Borg (ur. 25 sierpnia 1925 w Sztokholmie, zm. 24 października 2017 w Nyköpingu) – szwedzka pisarka i ilustratorka książek dla dzieci, znana jako twórca serii, w której występuje stworek Plupp.

## Życiorys
Jej ojcem był szwedzki pływak Arne Borg, a matką Elise z domu Lindberg. Ukończyła Kungliga Konsthögskolan w Sztokholmie. W 1955 wydała pierwszą książkę dla dzieci, w której pojawił się niewidzialny stworek Plupp, mający niebieskie włosy, czerwony nos i pomarańczowy szalik. Postać ta była bohaterem ponad 20 ilustrowanych książek, które przyniosły jej popularność w Szwecji. W 1970 została nagrodzona Elsa-Beskow-Plakette za twórczość o Pluppie. W 1982 otrzymała Litteraturfrämjandets pris, a w 1995 stypendium im. Knuta V. Petterssona.
Jej pierwszym mężem był dziennikarz Ulf Grubbström (ślub w 1946, rozwód w 1956), a drugim producent filmowy Lars Björkman (ślub w 1959, rozwód w 1968).

## Twórczość

### Seria o Pluppie
- 1955 – Plupp och renarna
- 1956 – Plupp bygger bo
- 1957 – Plupp gör en långfärd
- 1960 – Plupp och lämlarna
- 1964 – Plupp
- 1967 – Plupp reser till havet
- 1969 – Plupp och fågelberget
- 1971 – Plupp åker flotte
- 1972 – Plupp reser till Island
- 1977 – Plupp kommer till stan
- 1982 – Hemma hos Plupp
- 1982 – Vinter hos Plupp
- 1982 – Plupp och vårfloden
- 1982 – Plupp och midnattssolen
- 1983 – Plupp och hans vänner
- 1983 – Plupp och björnungarna
- 1983 – Plupp i storskogen
- 1986 – Plupp och havet
- 1986 – Plupp och tranorna
- 1986 – Plupp och vargen
- 1990 – Plupp och Tuva-Kari i Kolmåreskog
- 1991 – Plupp och all världens djur
- 1996 – Kalas hos Plupp
- 1997 – Plupp och renkalven
- 1998 – Plupp och älgen
- 2005 – Plupp och lodjuret

### Pozostałe książki
- 1959 – Renen Parrak
- 1961 – Bamse Brunbjörn
- 1962 – Älgen Trampe
- 1963 – Svanen Vingevit
- 1964 – Micke Rödpäls
- 1966 – Tjirr
- 1966 – Agnetas ovanliga dag (polskie wydanie Niezwykły dzień Agnieszki, Nasza Księgarnia 1969, tłum. Teresa Chłapowska)
- 1968 – Kiiris långa resa under solen
- 1968 – Agnetas dag med pappa
- 1971 – Tobby och Tuss i Vilda matilda
- 1971 – Djuren kring vårt hus
- 1973 – Igelkotten Tryne
- 1974 – Vargas valpar
- 1977 – Dagboksbilder från Island
- 1979 – I naturens riken
- 1981 – Giraffen kan inte sova
- 1982 – Lejonmorgon
- 1983 – När elefanterna dansar
- 1986 – Dagar med Simba
- 1989 – I Lejonland
- 1990 – Tassa berättar
- 1991 – Hund i Paris
- 1993 – Sommarlammet
- 1995 – Katten Matisse och hans hundar